# Wickwar
Wickwar is een civil parish in het bestuurlijke gebied South Gloucestershire, in het Engelse graafschap Gloucestershire.

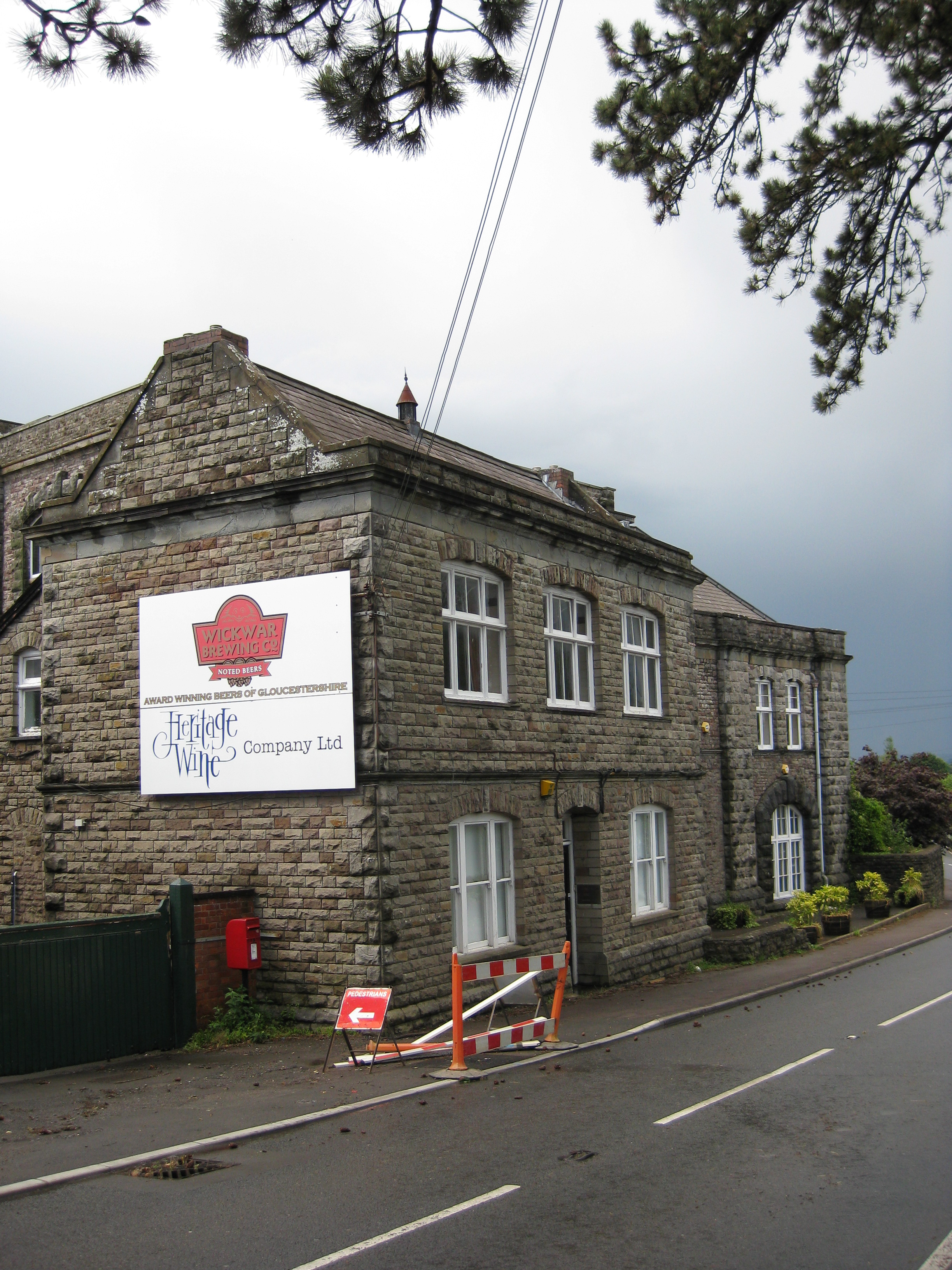
Brouwerij in Wickwar